# Pulsatrix
Pulsatrix es un género de aves estrigiformes de la familia Strigidae que agrupa a 3 especies nativas del Neotrópico que se distribuyen desde el sur de México a través de América Central y del Sur hasta el norte de Argentina. A sus miembros se les conoce por el nombre popular de lechuzones o búhos.

## Características
Los lechuzones de este género son aves relativamente grandes, midiendo entre 40 y 50 cm y que se caracterizan por su sorprendente diseño facial en forma de  “anteojos”.

## Lista de especies
Según la clasificación del Congreso Ornitológico Internacional (IOC, Versión 4.4, 2014) y Clements Checklist 6.9, agrupa a las siguientes 3 especies:
- Pulsatrix koeniswaldiana (Bertoni, M & Bertoni, W), 1901 - lechuzón acollarado chico;[4]
- Pulsatrix melanota (Tschudi), 1844 - lechuzón acollarado grande;[4]
- Pulsatrix perspicillata (Latham), 1790 - lechuzón de anteojos.[4]
  - Pulsatrix (perspicillata) pulsatrix (Wied-Neuwied), 1820 - lechuzón de pestañas cortas.[8]

## Taxonomía
La subespecie Pulsatrix perspicillata pulsatrix, que se distribuye por el sureste de Brasil, Paraguay y noreste de Argentina, es considerada como especie plena por algunos autores, con base en diferencias de vocalización y plumaje, de acuerdo a König et al, 1999. Sin embargo la Propuesta Nr 326 al South American Classification Committee (SACC), a pesar de reconocer que la elevación al rango de especie sería comprobable, fue rechazada debido a la necesidad de análisis vocales más amplias y datos genéticos. Todas las clasificaciones continúan a considerar este taxón como subespecie.